# Edvīns Bietags
Edvīns Bietags (28. februar 1908 i Rūjiena i Guvernement Livland – 29. september 1983 i Jūrmala i Lettiske SSR) var en lettisk bryder, som stillede op i græsk-romersk brydning. Ved Sommer-OL i 1936 i Berlin vandt Bietags en sølvmedalje i vægtklassen op til 87 kilogram (letsværvægt). Bietags blev mester i sværvægtsklassen ved EM i brydning i 1934, og han blev lettisk mester seks gange i alt (1930, 1931, 1934, 1935, 1938 og 1940).